# Скворцова, Евгения Александровна
Евгения Александровна Скворцова (род. 4 октября 1983, Мильково, Камчатская область) — российская самбистка и дзюдоистка, победительница и призёр чемпионатов России, мастер спорта России международного класса. Выпускница Московского государственного педагогического университета. Выступала за Вооружённые силы (Москва). Член сборной команды страны в 2005-2011 годах. В 2011 году оставила большой спорт.

## Спортивные результаты
- Первенство России по дзюдо среди юниоров 2001 года — ;
- Первенство России среди молодёжи по дзюдо 2002 года — ;
- Первенство России среди молодёжи по дзюдо 2003 года — ;
- Чемпионат Европы среди молодёжи по дзюдо 2003 года — ;
- Чемпионат России по дзюдо 2003 года — ;
- Первенство России среди молодёжи по дзюдо 2004 года — ;
- Первенство России среди молодёжи по дзюдо 2005 года — ;
- Чемпионат России по дзюдо 2006 года — ;
- Чемпионат России по дзюдо 2008 года — ;
- Чемпионат России по самбо среди женщин 2010 года — ;
- Чемпионат России по самбо среди женщин 2011 года — ;